# Iso Huopalahti
Iso Huopalahti (suédois : Stora Hoplaxviken) est une baie au nord de la baie Laajalahti à la frontière entre Helsinki et Espoo en Finlande.

## Géographie
La baie est actuellement de forme ronde, d'environ un kilomètre de long et de large.
EIle est séparée de Laajalahti par l'île de Tarvo et le remblai terrestre de la Turunväylä le long de son bord nord, sous lequel ne passe aujourd'hui qu'un étroit cours d'eau.
Le pont de la Turunväylä et les ponts de circulation douce sont si bas qu'on ne peut pas passer dessous en bateau.
Mätäjoki et Monikonpuro se deversent dans la baie Iso Huopalahti.
La seule zone habitée sur la rive d'Iso Huopalahti est a Talinranta.
Dans les autres parties, ses rives sont inhabitées et il y a encore des marais sur la rive ouest.
Le parcours de golf de Tali et l'hippodrome de Vermo sont situés dans les vastes espaces verts qui entourent la baie.

## Histoire
Au début du XXème siècle, Iso Huopalahti était considérablement plus étendue qu'aujourd'hui et atteignait presque la ligne d'Helsinki à Port de Turku et Turuntie.
Cependant, sa partie nord s'abaissait déjà et se transformait en zone humide.
C'était aussi l'une des meilleures destinations ornithologiques de la région de la capitale. Cependant, au début des années 1960, 27 hectares de la baie ont été comblés et une décharge a été créée dans la zone, qui a été utilisée de 1963 à 1980,.
À partir des déchets transportés là-bas et du sol empilé dessus, une haute colline  Täyttomäki, Talinhuippu (fi), s'est formée dans la zone, sur laquelle une forêt a été plantée.
Täyttomäki est situé entre le Mätäjoki et Monikonpuro à la frontière entre Helsinki et Espoo,.